# گابریلا مساروش
گابریلا مِساروش (مجاری: Mészáros Gabriella; ۱۴ دسامبر ۱۹۱۳ – ۴ آوریل ۱۹۹۴) ژیمناست هنری اهل مجارستان بود.